# منظمة فلسطين العربية
منظمة فلسطين العربية هي منظمة سياسية فلسطينية سابقة. تم تشكيلها عام 1969 عندما انفصل الجناح الناصري من الجبهة الشعبية لتحرير فلسطين – القيادة العامة عن الجماعة. في 5 أغسطس أكدت مصادر رسمية من منظمة التحرير الفلسطينية أن الجماعة التي يقودها أحمد زعرور انضمت إلى قيادة النضال المسلح الفلسطيني. طبقا لوثيقة وكالة الاستخبارات المركزية فقد كان لدى المجموعة نحو خمسين عضوا. في أغسطس 1969 أعلنت منظمة فلسطين العربية عن مسؤوليتها عن قصف الجناح الإسرائيلي في المعرض الدولي في إزمير في تركيا.
في صيف عام 1970 ثار الجدل حول المنظمة مع مجموعة ناصرية أخرى هي منظمة العمل لتحرير فلسطين التي عبرت بإيجاز عن تعاطفها مع مبادرة روجرز التي اقترحت الحد من القتال بين الدول العربية وإسرائيل بعد حرب 1967. غير أن هذا النهج قد سحب. كانت هناك بعض التقارير أن الجدل أثار اشتباكات مع فصائل فلسطينية أخرى مثل الجبهة الديمقراطية لتحرير فلسطين والجبهة الشعبية لتحرير فلسطين. ادعى المكتب أن الجيش الشعبي لتحرير فلسطين هاجم مكتبه في لبنان. لكن هذا الاتهام تم سحبه في اجتماع للفصائل الفلسطينية.